# Paul Zimmermann (mathématicien)
Ne doit pas être confondu avec Paul Zimmermann (historien).
Pour les articles homonymes, voir Zimmermann.
Paul Zimmermann (né le 13 novembre 1964) est un mathématicien informatique français, travaillant à l'INRIA.

## Biographie
Zimmermann est co-auteur du livre Computational Mathematics with SageMath utilisé par les étudiants en mathématiques du monde entier.
Ses intérêts incluent l'arithmétique asymptotiquement rapide - il écrit un livre sur les algorithmes pour l'arithmétique informatique avec Richard Brent. Il développe certains des codes disponibles les plus rapides pour manipuler des polynômes sur GF(2) (en), et pour calculer des constantes hypergéométriques à des milliards de décimales. Il est associé au projet CARAMEL pour développer l'arithmétique efficace, dans un contexte général et en particulier dans le contexte des courbes algébriques de petit genre ; l'arithmétique sur des polynômes de très grand degré s'avère utile dans les algorithmes de comptage de points sur de telles courbes. Il s'intéresse également à la théorie computationnelle des nombres. En particulier, il contribue à certains des calculs record en factorisation entière et en logarithme discret.
Il est un développeur actif de l'implémentation GMP-ECM de la méthode de la courbe elliptique pour la factorisation d'entiers et de MPFR, une bibliothèque à virgule flottante à précision arbitraire avec arrondi correct. Il est également co-auteur de l'outil logiciel CADO-NFS, qui permet de factoriser le RSA-240 en un temps record.
Dans un article de blog de 2014, Zimmermann déclare qu'il refuserait les invitations à examiner des articles soumis à des revues en libre accès or (auteur-payeur) et hybrides en libre accès, car il n'est pas d'accord avec le mécanisme de publication.